# Парца (Румунія)
Парца (рум. Parța) — комуна у повіті Тіміш в Румунії. До складу комуни входить єдине село Парца.
Комуна розташована на відстані 411 км на захід від Бухареста, 16 км на південний захід від Тімішоари.

## Населення
У 2009 році у комуні проживали 1884 особи.

## Зовнішні посилання
- Дані про комуну Парца на сайті Ghidul Primăriilor